# サント＝マドレーヌ大聖堂 (ヴェズレー)
座標: 北緯47度27分59秒 東経03度44分54秒 / 北緯47.46639度 東経3.74833度
サント＝マドレーヌ大聖堂 (サント＝マドレーヌだいせいどう、Basilique Sainte-Madelaine) は、フランス中部ヨンヌ県の町ヴェズレーの中心的な丘の上にあるバシリカ式教会堂。この教会と丘は、1979年にユネスコの世界遺産に登録された（登録名は「ヴェズレーの教会と丘」）（ID84）。サンティアゴ・デ・コンポステーラの巡礼路の始点のひとつという歴史的重要性もさることながら、大聖堂のティンパヌムはロマネスク彫刻の傑作として知られている。

## 歴史
861年にヴェズレーの丘の上にベネディクト会士たちが建立した。その際に、修道士の一人がマグダラのマリア（サント＝マドレーヌ）の聖遺物を持ち帰るためにプロヴァンス地方のサン＝マクシマンに派遣された。
878年には、この初期カロリング様式の教会は、ローマ教皇ヨハネス8世によって、現存する地下納骨堂ともどもマグダラのマリアに捧げられた。ジョフロワ修道院長 (l'abbé Geoffroy) はマグダラのマリアの聖遺物を公開し、それが様々な奇跡を起こしたとされる。これによって、巡礼者が押し寄せ、ひいてはサンティアゴ・デ・コンポステーラの巡礼路に組み込まれることになったのである。
こうした評価は村を都市へと発展させる原動力となった。巡礼者たちは引きもきらず、その中にはブルゴーニュ公ユーグ2世（1084年）や、イングランド王リチャード1世（1190年に第3回十字軍遠征に先立って）、フランス王ルイ9世（1248年）なども含まれることとなる。

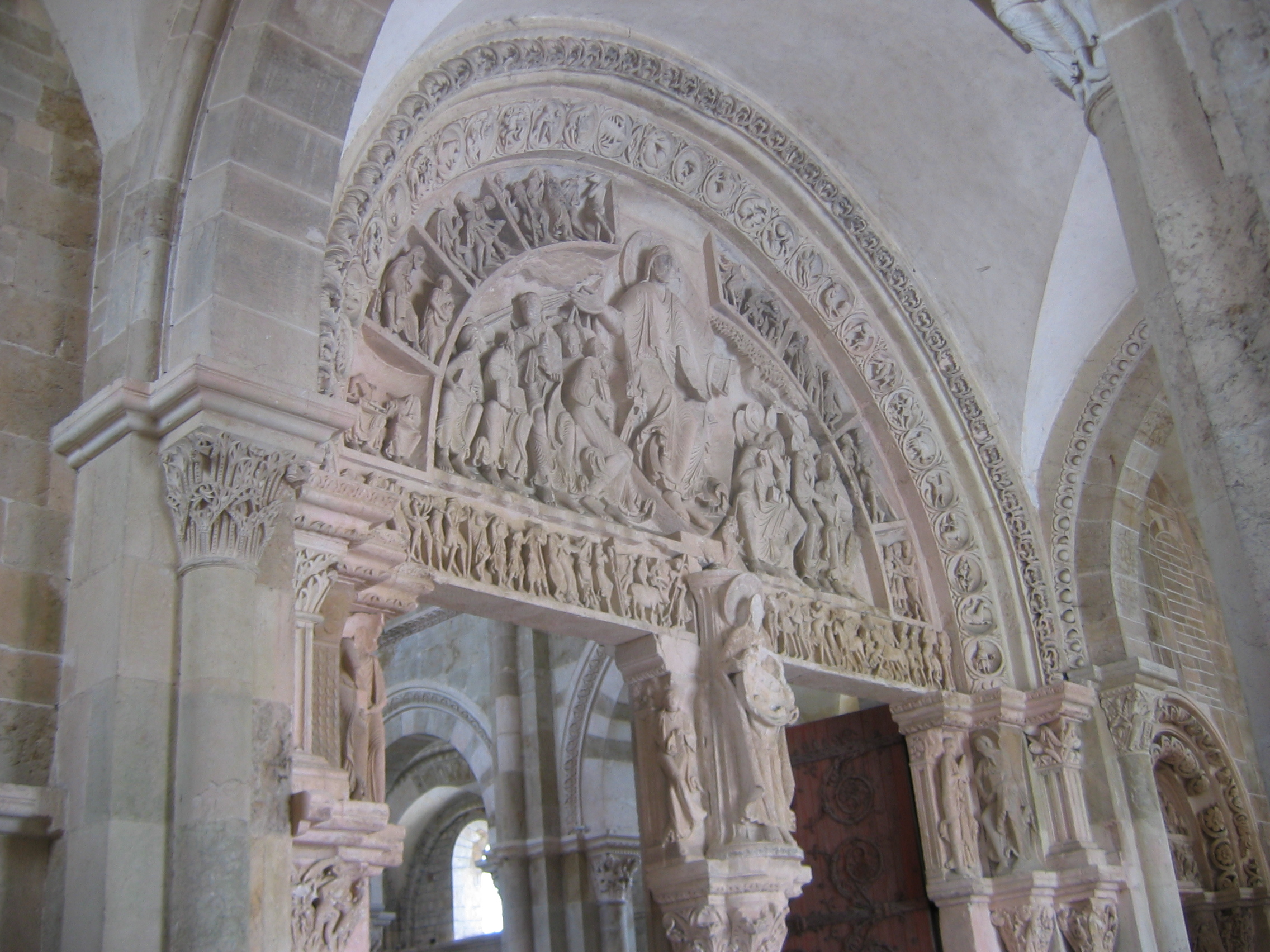
正面扉上のティンパヌム

アルトー修道院長 (l'abbé Artaud) は、1096年から1104年に内陣も翼廊も新築した。ただし、この新築にかかる費用の負担に反発した住民たちが暴動を起こし（1106年）、この時にアルトーは殺された。なお、この時点では身廊はカロリング様式のままだったが、1120年7月25日に1127人の犠牲者を出した大火災に見舞われたことで、身廊も建て直された（1138年に完成）。なお、今に残る正面扉上の美しいティンパヌムが彫られたのもこの頃のことである（1125年 - 1130年）。
1146年の復活祭の日（3月31日）に、クレルヴォーのベルナルドゥスは、丘の北斜面にて第二次十字軍を派遣すべきであると説いた。また、1166年にはカンタベリー大司教トマス・ベケットが、この教会で、イングランド王ヘンリー2世の破門を宣告した。
教会の人気は、1279年にヴェズレーへ持ち去られたはずの聖遺物と称するものがサン＝マクシマンで発見されたことで、凋落の一途をたどった。
この教会は1162年にはクリュニー修道院から分離し、オータン司教からフランス王の監督下に移っていたが、1217年にはフランシスコ会に引き取られ、1537年に還俗した。
1569年にはユグノーによる略奪を受けた。その後、1790年にはフランス革命の中で小教区の一教会となった。この頃、教会参事会室だけは良好な状態で保たれた（現在も付属のチャペルとして残存している）ものの、ほかは建材調達のための石切り場と化し、自慢のティンパヌムも酷い有様だった。1819年にはサン＝ミシェル塔に落雷があった。
こうした度重なる損壊に対し、プロスペル・メリメの発案に従って、ウジェーヌ・ヴィオレ＝ル＝デュックに再建が委ねられた（1840年）。この再建工事は1876年に完成し、1912年に再び巡礼の拠点となった。

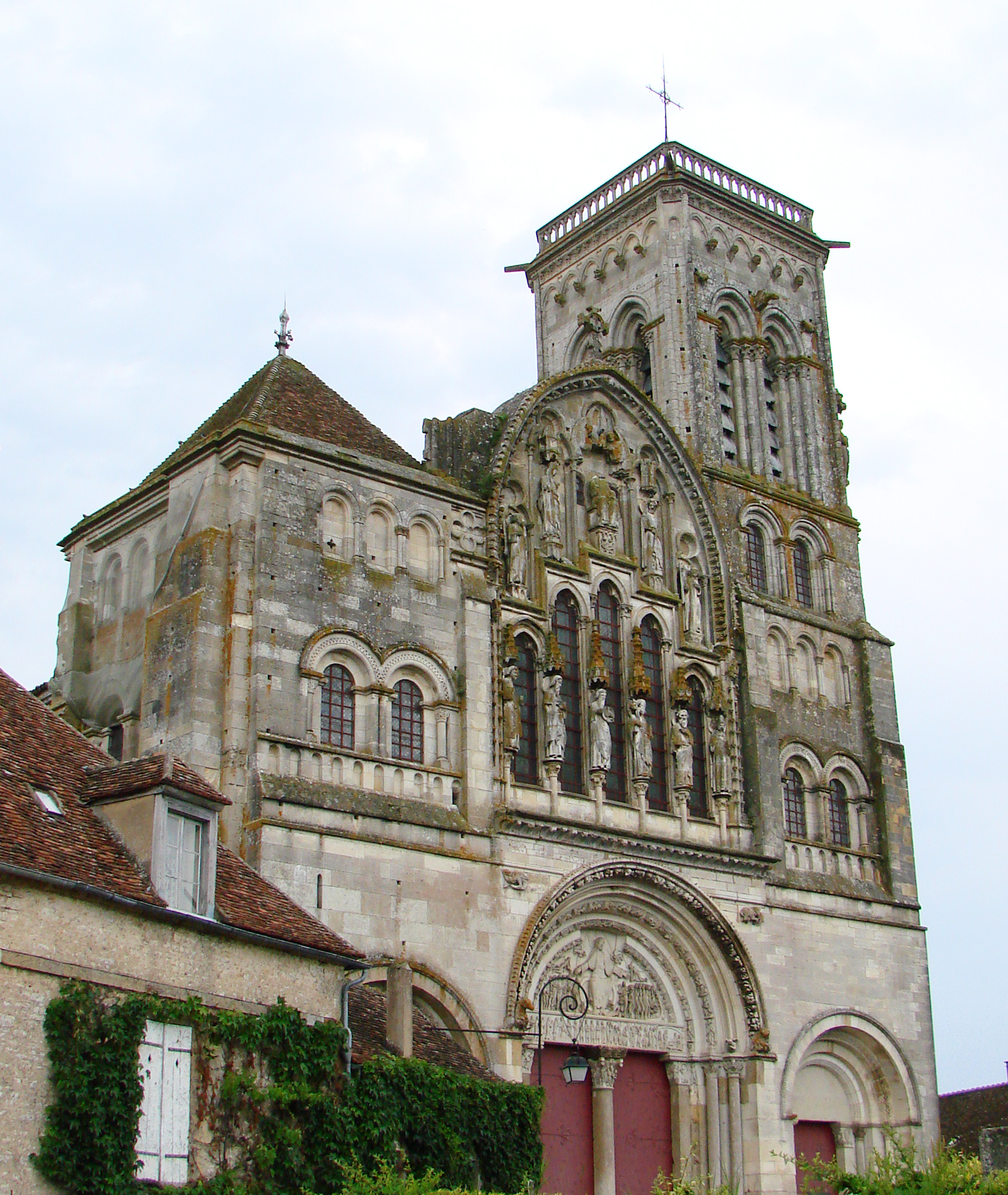
現在の大聖堂正面

## 登録基準
この世界遺産は世界遺産登録基準のうち、以下の条件を満たし、登録された（以下の基準は世界遺産センター公表の登録基準からの翻訳、引用である）。
- (1) 人類の創造的才能を表現する傑作。
- (6) 顕著で普遍的な意義を有する出来事、現存する伝統、思想、信仰または芸術的、文学的作品と直接にまたは明白に関連するもの（この基準は他の基準と組み合わせて用いるのが望ましいと世界遺産委員会は考えている）。